# Geneviève Dufour
Pour les articles homonymes, voir Dufour.
 (août 2023).
 (août 2023).
La mise en forme du texte ne suit pas les recommandations de Wikipédia : il faut le « wikifier ».
Les points d'amélioration suivants sont les cas les plus fréquents :
- Les titres sont pré-formatés par le logiciel. Ils ne sont ni en capitales, ni en gras.
- Le texte ne doit pas être écrit en capitales (les noms de famille non plus), ni en gras, ni en italique, ni en « petit »…
- Le gras n'est utilisé que pour surligner le titre de l'article dans l'introduction, une seule fois.
- L'italique est rarement utilisé : mots en langue étrangère, titres d'œuvres, noms de bateaux, etc.
- Les citations ne sont pas en italique mais en corps de texte normal. Elles sont entourées par des guillemets français : « et ».
- Les listes à puces sont à éviter, des paragraphes rédigés étant largement préférés. Les tableaux sont à réserver à la présentation de données structurées (résultats, etc.).
- Les appels de note de bas de page (petits chiffres en exposant, introduits par l'outil «  Source ») sont à placer entre la fin de phrase et le point final[comme ça].
- Les liens internes (vers d'autres articles de Wikipédia) sont à choisir avec parcimonie. Créez des liens vers des articles approfondissant le sujet. Les termes génériques sans rapport avec le sujet sont à éviter, ainsi que les répétitions de liens vers un même terme.
- Les liens externes sont à placer uniquement dans une section « Liens externes », à la fin de l'article. Ces liens sont à choisir avec parcimonie suivant les règles définies. Si un lien sert de source à l'article, son insertion dans le texte est à faire par les notes de bas de page.
- La présentation des références doit suivre les conventions bibliographiques. Il est recommandé d'utiliser les modèles {{Ouvrage}}, {{Chapitre}}, {{Article}}, {{Lien web}} et/ou {{Bibliographie}}. Le mode d'édition visuel peut mettre en forme automatiquement les références.
- Insérer une infobox (cadre d'informations à droite) n'est pas obligatoire pour parachever la mise en page.

Pour une aide détaillée, merci de consulter Aide:Wikification.
Si vous pensez que ces points ont été résolus, vous pouvez retirer ce bandeau et améliorer la mise en forme d'un autre article.
Geneviève Dufour est avocate et universitaire canadienne, experte en droit international économique,,,, droit international public et droit du commerce durable, responsable et inclusif,,,. Elle est professeure titulaire au sein de la Section de droit civil de l'Université d'Ottawa depuis 2023, après avoir été professeure à l’Université de Sherbrooke de 2008 à 2023. Elle est membre du Barreau du Québec depuis 2002. Depuis le début de sa carrière, elle a donné plus de 125 conférences, produit au-delà d’une centaine de publications (livres, articles, chapitres, rapports, etc.) et organisé plus de 40 événements scientifiques. De 2017 à 2021, elle a été présidente de la Société québécoise de droit international et a été vice-présidente et présidente du Réseau francophone de droit international. Depuis 2023, elle est titulaire de la Chaire de recherche en droit du commerce durable, responsable et inclusif de l'Université d'Ottawa.
Ses recherches se concentrent sur les questions relevant du libre-échange,,, ainsi que des interactions entre le commerce, le droit de l’environnement et les droits humains .
Geneviève Dufour est membre du Groupe International des Experts pour le Pacte mondial pour l'environnement (GIEP), présidé par Laurent Fabius. Elle est membre de la branche canadienne de la Commission trilatérale et du WTO Gender Research Hub depuis 2023. Précédemment, elle a occupé le poste de présidente de la Société québécoise de droit international et du Réseau francophone de droit international. 
Geneviève Dufour a cofondé et codirigé le Bureau d'assistance juridique internationale (BAJI) de l'Université de Sherbrooke. Il s'agit d'une clinique juridique en droit international. Elle a aussi été présidente du Réseau des cliniques juridiques francophones de 2022 à 2024 et a publié deux articles scientifiques relatifs à l'enseignement clinique du droit,.